# 城南 (池田市)
城南（じょうなん）は、大阪府池田市にある地名である。一丁目から三丁目まである。郵便番号は563-0025。平成27年国勢調査（2015年10月1日現在）における世帯数は1,861、人口4,721で内男性2,191人・女性2,530人。

## 地理
池田市の中部に位置する。北西部に一丁目、南西部に二丁目、東部に三丁目がある。北は大和町、上池田一丁目および二丁目と、東は鉢塚一丁目と、南は八王寺一丁目、宇保町、満寿美町と、西は菅原町とそれぞれ隣接している。
当地域は、池田市立池田小学校および池田市立池田中学校の校区に含まれる。当地域の南部には、国道176号が通っており、南端を阪急宝塚本線が通っている。池田市役所・市立池田病院が立地しており、阪急池田駅にも近い至便の地である。

### 地価
閑静な邸宅街として知られる池田市の中でも代表的な位置にあり、地価は2023年（令和5年）1月1日の公示地価によれば城南1丁目3-15の地点で32万3000円/m2となっている。

## 歴史
地名の由来は、池田城の南側にあることによる。1944年（昭和19年）4月、町名変更が行われ、上池田南および荒木南が城南町に変更される。1948年（昭和23年）、池田市立城南中学校（現在の池田市立北豊島中学校）が城南町560に開校される。1951年（昭和26年）、市立池田病院が城南町93に開院される。1952年（昭和27年）8月、社会福祉法人さつき保育園が二丁目に開所される。同年、池田銀行本店（現在の池田泉州銀行池田営業部）が二丁目に完成される。

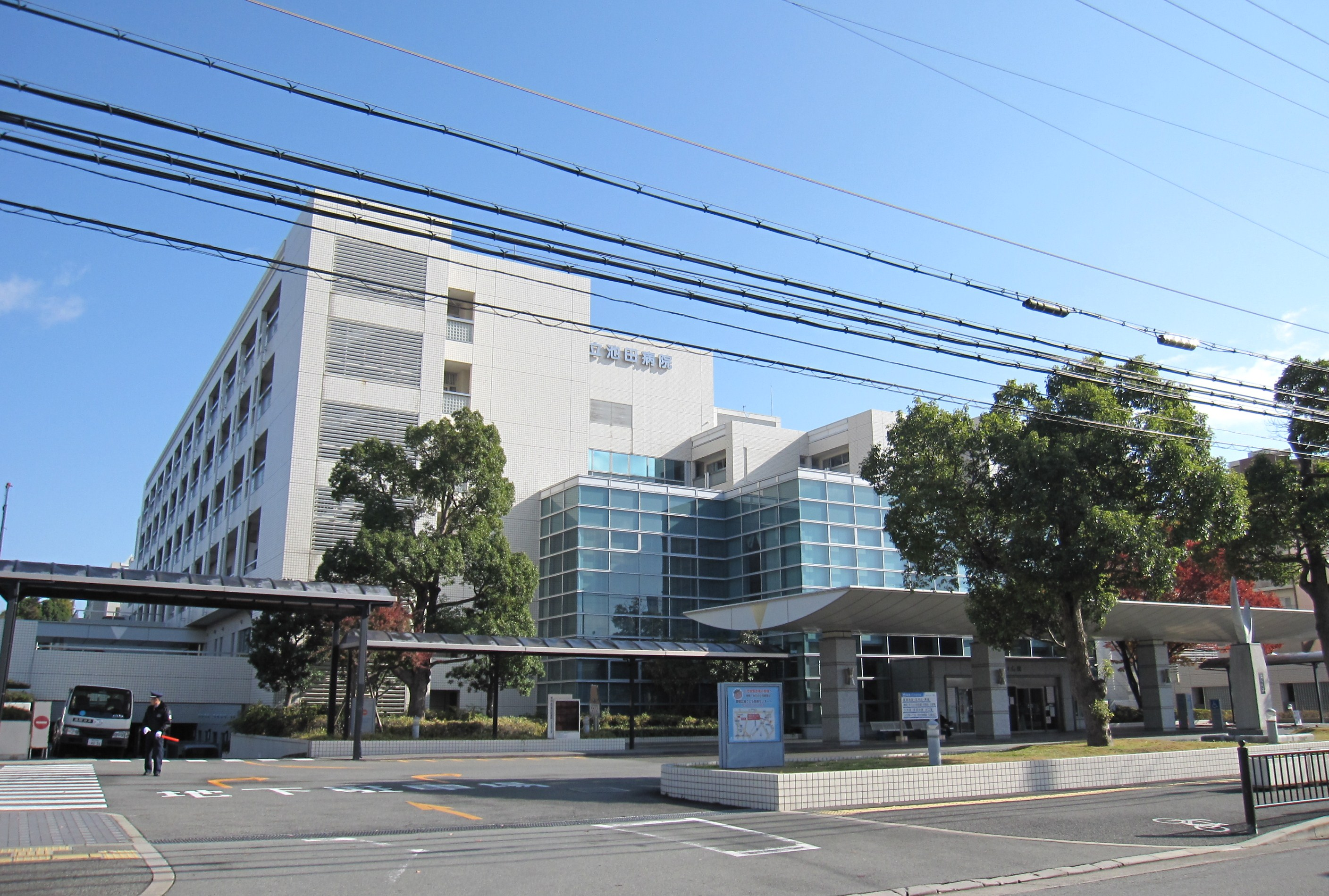
市立池田病院

1958年（昭和33年）、中央公民館が城南町に完成される。1960年（昭和35年）、町区域変更が実施され、城南町一丁目から三丁目が定められる。この年までに城南町区画整備事業が完成される。1963年（昭和38年）、市役所の玄関北側に平和像が完成される。1970年（昭和45年）3月1日、城南町一丁目から三丁目および宇保町、満寿美町が、城南一丁目から三丁目に変更される。1974年（昭和49年）11月、三丁目に城南ファミリーマートが開設される。1978年（昭和53年）4月、一丁目に城南会館が開館される。

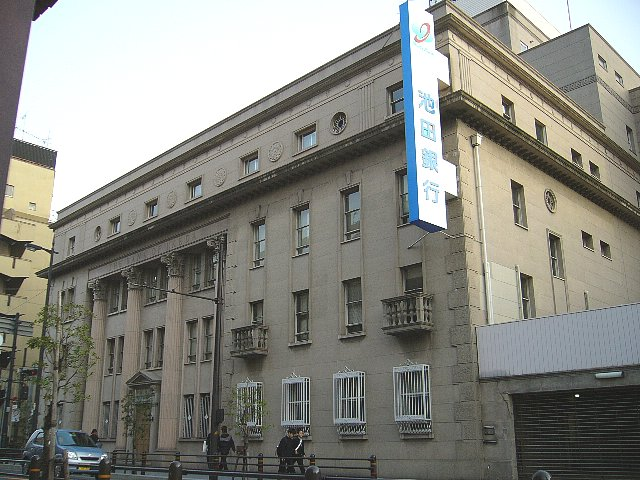
池田銀行本店

2001年（平成13年）6月に発生した附属池田小事件の影響で休校となっていた大阪教育大学教育学部附属池田小学校が、同年8月27日に三丁目1-1の仮設校舎で再開される。三丁目の大阪教育大学池田分校の跡地を利用して、マンション「ザ・ライオンズ池田」の建設工事が2005年（平成17年）5月20日に開始され、2007年（平成19年）3月29日に竣工する。2009年（平成21年）4月、池田市保健福祉総合センターが開設される。2013年（平成25年）、府営池田城南住宅の建て替え工事が完成される。2014年（平成26年）、マンション「ジオ池田城南一丁目」が完成し、池田商工会議所が1階の一部と2階で業務を開始する。
2016年（平成28年）、家具・インテリアの専門店、ハウスオブトビアス・ヤコブセン (HOUSE OF TOBIAS JACOBSEN) が三丁目に開店される。同年、パティスリー Taikai（タイカイ）が三丁目に開店される。2017年（平成29年）4月1日、さつき保育園がさつきこども園となる。同年8月、飲食店、日々食堂が一丁目に開店される。2018年（平成30年）1月、こどもプラス池田教室が二丁目に開設される。2019年（平成31年）2月、絵本と児童書の専門店、Karite（カリテ）が三丁目に開店される。2020年（令和2年）3月29日、ハウスオブトビアス・ヤコブセンが閉店される。同年5月1日、大西歯科・口腔外科が二丁目に開業される。

## 施設

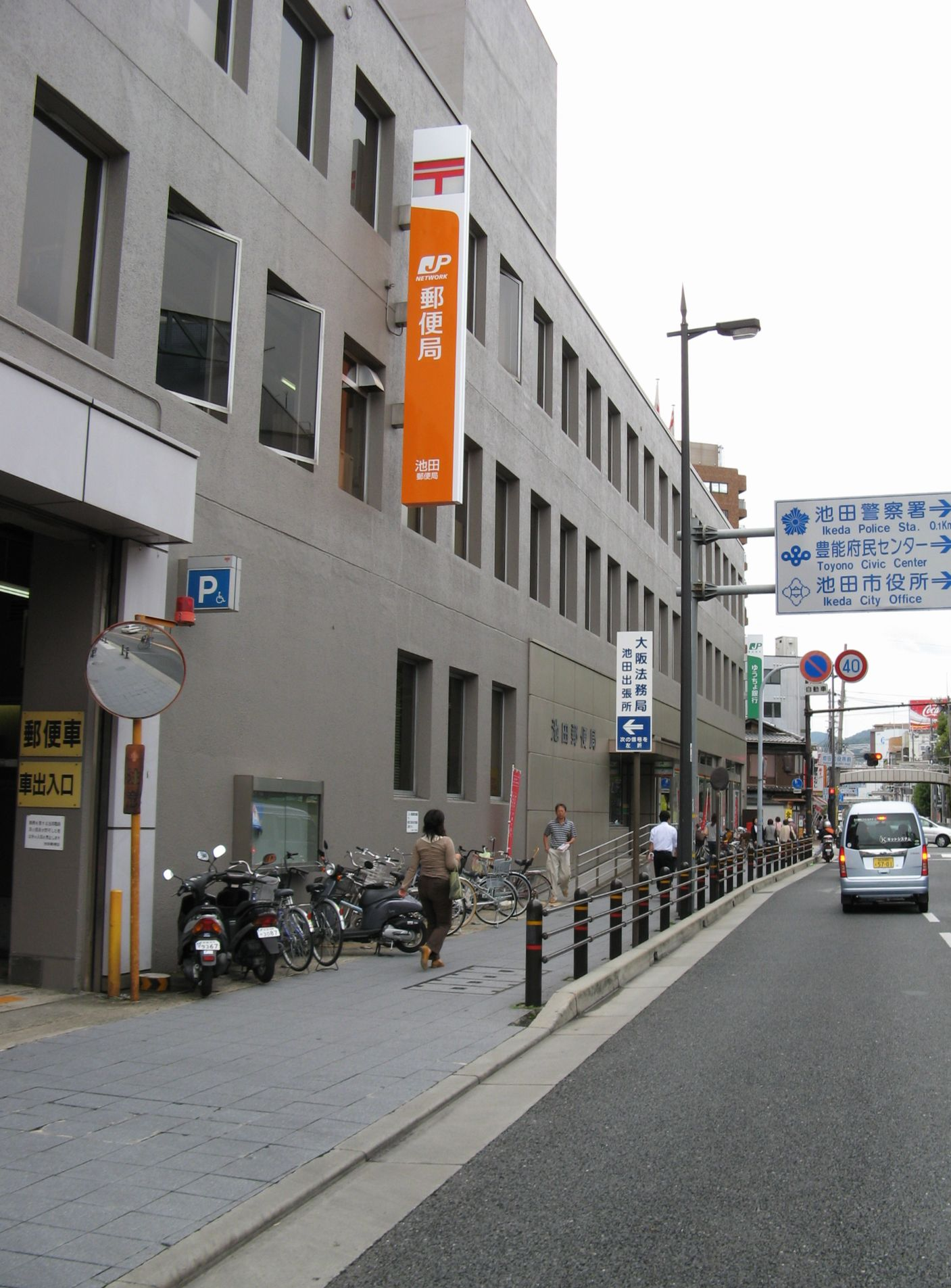
池田郵便局

- 池田市役所[4]
- 池田郵便局[4]
- 豊能税務署[35]
- 市立池田病院
- 城南3丁目第2公園[36]
- 光明公園[36]
- 城南2丁目公園[36]
- 城南3丁目公園[36]
- セブン-イレブン 池田市城南1丁目店[37]
- セブン-イレブン 池田市城南3丁目店[38]
- ローソン 池田城南三丁目店[39]
- 松のや 池田店[40]
- かごの屋 池田市役所前店[41]
- 城南ファミリーマート[18]
  - サンディ 池田城南店[42]
- メガネの三城 池田店[43]
- ケンタッキーフライドチキン 池田店[44]
- デニーズ 池田店[45]
- 関西マツダ 池田店[46] - 2018年3月にリニューアルオープンされた[47]。
- ドコモショップ 池田店[48]

## 交通

### 道路
- 国道176号線
- 府道113号線

## 出身・ゆかりのある人物
- 清滝幸次郎（池田銀行頭取） - プリンストン大学教授清滝信宏の祖父。